# Burnett Bolloten
Burnett Bolloten (Bangor (Gales), Reino Unido, 1909 - Sunnyvale, California, 27 de octubre de 1987)
fue un periodista, hispanista e historiador británico, especialista en la guerra civil española. Es el autor de la obra monumental La Guerra Civil Española: Revolución y Contrarrevolución.

## Biografía
Nacido en el Reino Unido, era corresponsal de prensa y estaba de vacaciones en España cuando estalló la Guerra Civil española, a la que cubrió para la agencia United Press. Según Paul Preston tenía en aquel momento «simpatías pro-comunistas». Tras abandonar España se mudó a México y pasó varios años junto a su primera esposa, Gladys Eve Green, carteándose o visitando directamente a los protagonistas de los hechos (entre ellos Jaime Balius) y recopilando y organizando material sobre la guerra, con el que reunió uno de los más importantes archivos del mundo sobre el tema, que se conserva actualmente en el Instituto Hoover de la Universidad de Stanford.
En 1949 emigró a los Estados Unidos, se nacionalizó estadounidense y se instaló en California, en Sunnyvale. Durante años combinó sus labores de investigador histórico con las de agente de la propiedad inmobiliaria. Murió en noviembre de 1987 de cáncer de próstata.

## Obra
Escribió tres libros sobre la guerra de España: The Grand Camouflage: The Communist conspiracy in the Spanish Civil War (en español, El Gran Engaño: las izquierdas y su lucha por el poder en la zona republicana), publicado en 1961; The Spanish Revolution (en español, La Revolución española), publicado en 1979, y la obra monumental de más de 1200 páginas La Guerra Civil Española: Revolución y Contrarrevolución, publicada en 1989 por Alianza Editorial (y reeditada en 2015).
Julio Aróstegui señaló al político socialista Juan Negrín como «el gran villano de la obra bollotiana». De hecho Bolloten vio con desconfianza la revisión de la figura de Negrín por parte de la historiografía moderna. Herbert Southworth destacó a Julián Gorkin y Ronald Hilton como algunas de las mayores influencias en el pensamiento de Bolloten. En palabras de Adrian Shubert «la obsesión de Bolloten con los comunistas le lleva a contar una historia en la que solamente actúan los comunistas y el resto de fuerzas políticas son pasivas o, como mucho, reaccionan, —siempre ineficazmente—  a las iniciativas comunistas». Guy Debord comparó, en una carta dirigida a Mezioud Ouldamer, el tono empleado por Bolloten para relatar la guerra al de Tucídides y Maquiavelo por su impasibilidad y ausencia de juicios de valor. La obra de Bolloten ha tenido gran influencia en otros hispanistas norteamericanos como Stanley G. Payne y en la historiografía sobre la guerra en la propia España. Sus investigaciones sobre el golpe de Estado de 1936 han sido seguidas por un buen número de especialistas en este periodo de la Historia de España.
El Gran Engaño: Las izquierdas y su lucha por el poder en la zona republicana (en inglés The Grand Camouflage: The Communist Conspiracy in the Spanish Civil War) trata, al igual que Homenaje a Cataluña de George Orwell, de los conflictos internos del bando republicano y, en particular, de la acción del Partido Comunista de España en ese aspecto que, según el autor, perjudicó gravemente al bando republicano. La obra narra, por ejemplo, de qué manera en Cataluña los comunistas armaron a dieciocho mil comerciantes y empresarios para que se opusieran al proceso de colectivización revolucionario.  

La revolución Española, fue en muchos casos más profunda que la Rusa, no hay parangón en la historia de un caso de encubrimiento internacional, de los hechos, como este.
- Burnett Bolloten

## Publicaciones
- La Revolución española: las izquierdas y la lucha por el poder, editorial Jus, México, D. F., 1962.
- El Gran Engaño: Las izquierdas y su lucha por el poder en la zona republicana, Biblioteca Universal Caralt, 1975.[b]
- La Revolución española, ediciones Grijalbo, Barcelona, 1980. ISBN 84-253-1193-4
- La Guerra Civil Española: Revolución y Contrarrevolución, Alianza Editorial, 1989. ISBN 84-206-8703-0[c]